# Première circonscription d'Alaba
Pour les articles homonymes, voir David Alaba.
La première circonscription d'Alaba est une des 121 circonscriptions législatives de l'État fédéré des nations, nationalités et peuples du Sud, elle se situe dans la Zone Alaba Special. Son représentant actuel est Darfeta E/Dlgebo H/Nuri.